# Niels Juel (admiraal)
Niels Juel (1629 – 1697) was een Deense admiraal. Hij was de zoon van Erik Juel en Sophie Clausdatter Sehested, die beiden van adellijk geslacht afstamden. Zijn broer was de diplomaat Jens Juel, baron van Juellinge.

## Jeugd
Juel werd niet in zijn land van herkomst, Denemarken, maar in het koninkrijk Denemarken en Noorwegen te Christiania geboren, waar zijn moeder Sophie naartoe was gereisd toen het leger van Albrecht von Wallenstein als onderdeel van de Dertigjarige Oorlog Jutland, waar de familie tot dan toe woonde, was binnengevallen om te plunderen (1627-1628). Zijn vader Erik Juel bleef achter om het land te verdedigen.
Het jaar daarop kwam de familie weer in Denemarken bij elkaar. Vanaf zijn zesde woonde Juel op het landgoed van zijn tante, Karen Sehested, te Stenalt aan de Randersfjord (1635 tot 1642). Op zijn veertiende, in 1643, werd Juel de page van de twintig jaar oudere toekomstige koning en zoon van Christiaan IV, Frederik III.

## Militaire loopbaan

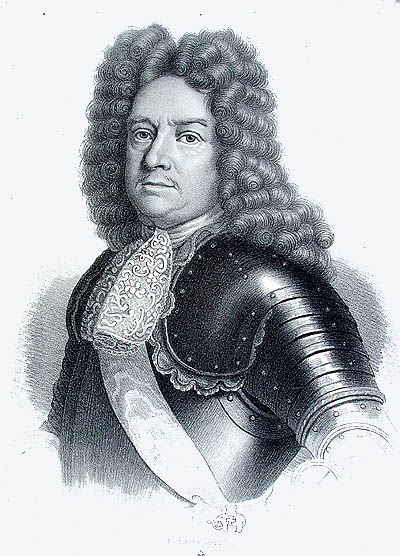
Niels Juel

Zijn loopbaan in de marine begon toen hij in 1652 in dienst van de Nederlandse marine trad, die toen nauwe banden onderhield met de Deens-Noorse marine en haar als een belangrijke bondgenoot beschouwde. Juel was drieëntwintig jaar toen hij als adelborst onder Michiel de Ruyter en Maarten Tromp de zeeslagen van de Eerste Engels-Nederlandse Oorlog meemaakte. Vervolgens nam hij onder Michiel de Ruyter ook deel aan twee expedities tegen Noord-Afrikaanse piraten die de Hollandse handelsbelangen schaadden.
Door zijn lange aanwezigheid in Amsterdam tussen deze expedities in, kwam Juel nauw in contact met de Hollandse scheepsbouw en alle andere vormen van nijverheid die daarbij komen kijken. Toen hij in 1656 terugkeerde naar Denemarken en als officier in dienst trad van de Deense marine was hij dan ook een volmaakt zeeman met goede kennis van zaken. Daarnaast zou het bondgenootschap tussen de Republiek en Denemarken-Noorwegen de komende jaren zeer belangrijk blijken. Voor de Republiek om haar handelsbelangen in de Oostzee, en voor Denemarken-Noorwegen om de expansiedrift van de Zweden tegen te gaan. In 1657 werd Juel tot admiraal van de Deense vloot benoemd.
Zijn grootste wapenfeiten zijn de serie overwinningen op de Zweden, die door de eeuwen heen de vijand van de Denen waren. Daarnaast vocht hij vaak zij aan zij met de Hollanders. Tijdens de Deens-Zweedse oorlogen die onderdeel van de Noordse Oorlog uitmaakte, vocht Juel onder rijksadmiraal Henrik Bielke tegen de Zweden. Tijdens de tweede Deens-Zweedse oorlog wist hij de aanval van de Zweden op Kopenhagen in 1659 op zee af te slaan. Mede hiervoor werd hij in 1660 tot Witte Ridder van Denemarken benoemd. In de vijftien jaren van vrede die hierop volgden, werkte Juel hard aan de verbetering en uitbreiding van de Deens-Noorse vloot. Cort Adeler (die ook zeer nauwe banden onderhield de Hollanders) was tot ergernis van Juel in die jaren admiraal-generaal tot aan zijn dood op 5 november 1675. Juel werd toen eindelijk tot admiraal-generaal van de gehele Deens-Noorse vloot benoemd en begon binnen Europa een serieuze reputatie op te bouwen voor zichzelf en zijn land.
Deze reputatie ontstond door zijn expertise en ervaring op tactisch gebied die hij met name aan De Ruyter te danken had. Dit betrof een zeer gewaagde manoeuvre waarbij men een deel van de vijandige vloot wist af te snijden. Als die vijandige schepen eenmaal geïsoleerd waren, werd vervolgens alle vuurkracht op dat deel van de vloot geconcentreerd. Deze manoeuvre was gewaagd omdat deze (zoals altijd in de toenmalige zeeslagen) volkomen van de wind afhankelijk was en dus van de expertise en kennis van de leidinggevende die niet alleen wendingen van de wind uit ervaring moest voorzien, maar ook het in het Engels zogenoemde "crossing the T" fenomeen moest zien te voorkomen bij het afsnijden van een deel van de vijandige vloot. Admiraal De Ruyter ontwikkelde als eerste deze tactiek en paste hem onder andere tijdens het Rampjaar toe. Admiraal Nelson zou ook vaak van deze manoeuvre gebruikmaken.
Onder de Schoonse Oorlog stond Juel in 1676 aan het hoofd van de vloot die Gotland veroverde en versloeg hij samen met Cornelis Tromp, die als Hollander door koning Christiaan V tot admiraal van de Deense vloot benoemd was, de Zweedse vloot verpletterend in de Slag bij Öland. Zijn grootste overwinning tijdens de Schoonse Oorlog is echter de Zeeslag in de baai van Køge waar Juel op 1 juli 1677 ten zuiden van Kopenhagen een overmacht van Zweedse schepen wist te verslaan door een wending van de wind van Zuidwest naar West te voorzien. Op zijn gevoel vertrouwend nam hij een enorm risico, sneed een deel van de Zweedse vloot af en wist zo de Zweden volkomen te overrompelen zonder zelf een schip te verliezen. Naast het feit dat de Zweedse marine ernstig werd verzwakt, betekende de overwinning ook dat Denemarken nu minder afhankelijk van hulp van de Republiek zou zijn.
Na de Vrede van Lund in 1679 kon Zweden de Deens-Noorse overmacht op zee niet meer aan en zou Juel dus geen grote zeeslagen meer uitvechten. Hij beperkte zich vooral tot het blokkeren van Zweedse havens en het transporteren van Deense troepen naar Rügen. Daarnaast bleef de vloot op alle fronten met volle inzet verbeteren en met name na zijn benoeming tot hoofd van de admiraliteit in 1683 zou de lokale hegemonie op zee onbetwist in de handen van de Deens-Noorse vloot komen te liggen. Daarnaast onderwees hij de kroonprins die later Frederik IV zou heten in krijgstactieken op zee. Na de dood van Juel zouden zijn nakomelingen mede door deze verdienste het kasteel Valdemar, het landgoed te Juelinge en Lundsgaard van het koningshuis mogen behouden.
Juel trouwde op 23 juni 1661 met Margrethe Ulfeldt in Holmens Kirke te Kopenhagen, waar Juel en meerdere familieleden tevens begraven liggen. Ze zouden samen vier kinderen krijgen, waarvan het eerste dood werd geboren.
Persoonlijk werd Juel omschreven als een zeer nobele en vriendelijke man. Iedere matroos was erg op hem gesteld, al was het maar om zijn onpretentieuze en simpele uitstraling. Zowel onder de adel als onder het volk was hij zeer gewaardeerd en geliefd en ook nu nog zijn meerdere straatnamen naar hem vernoemd. Een bekend bronzen beeld van hem staat in Kopenhagen op een rotonde in Holmens Kanal, een straat die vanuit Kongens Nytorv loopt, waar zijn belangrijkste overwinningen op staan afgebeeld.

Afbeeldingen
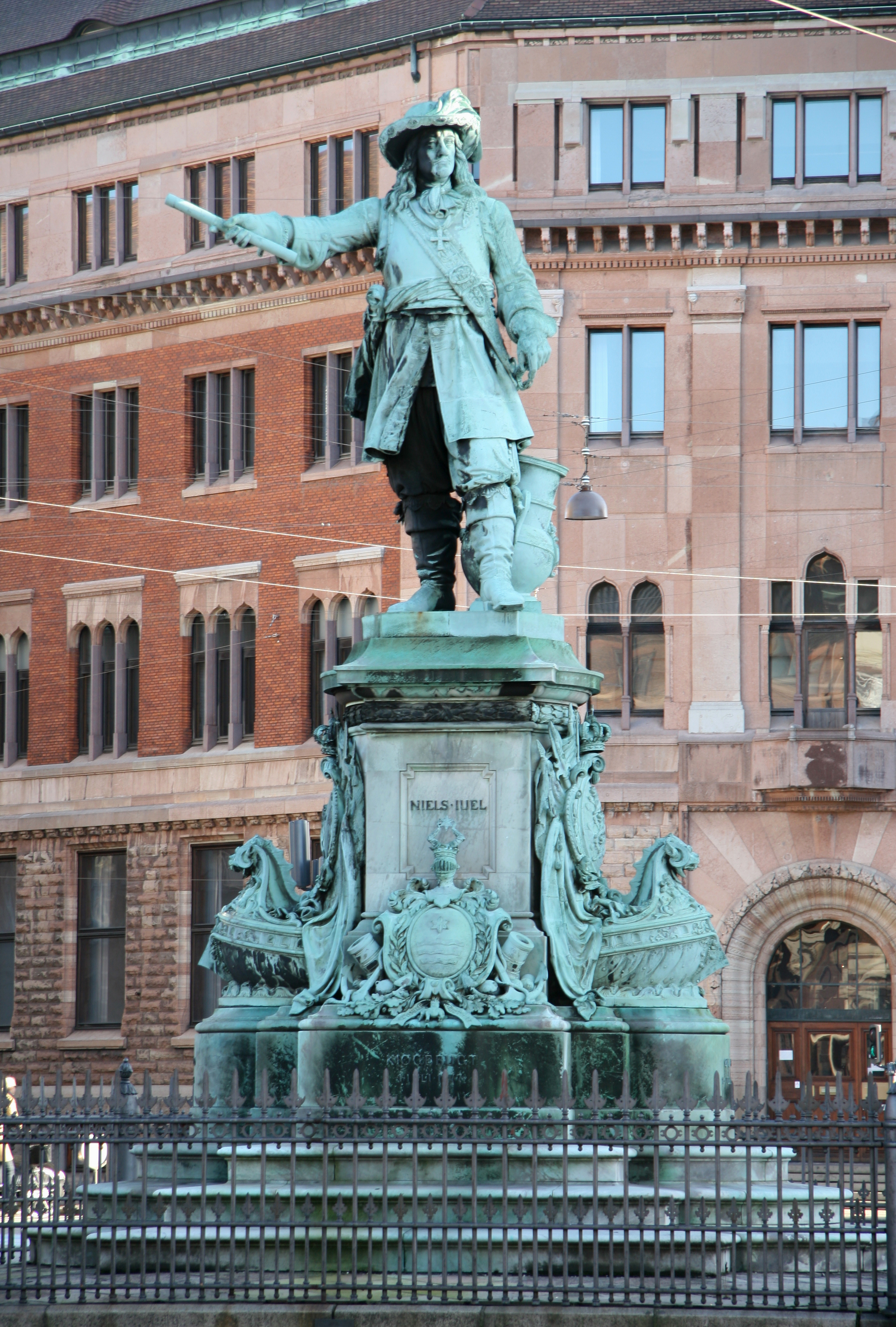
Standbeeld van Juel in Kopenhagen
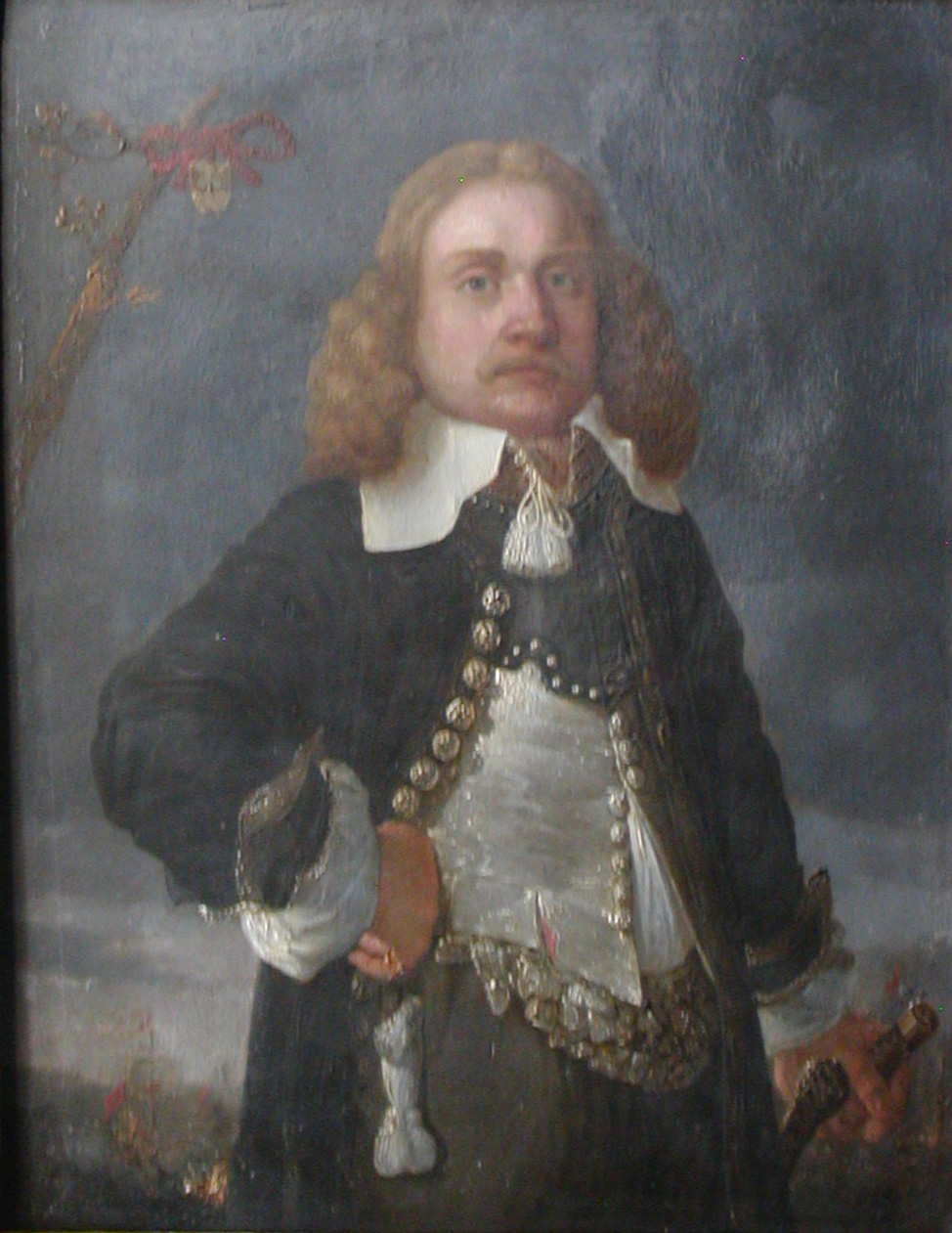
Schilderij van Juel
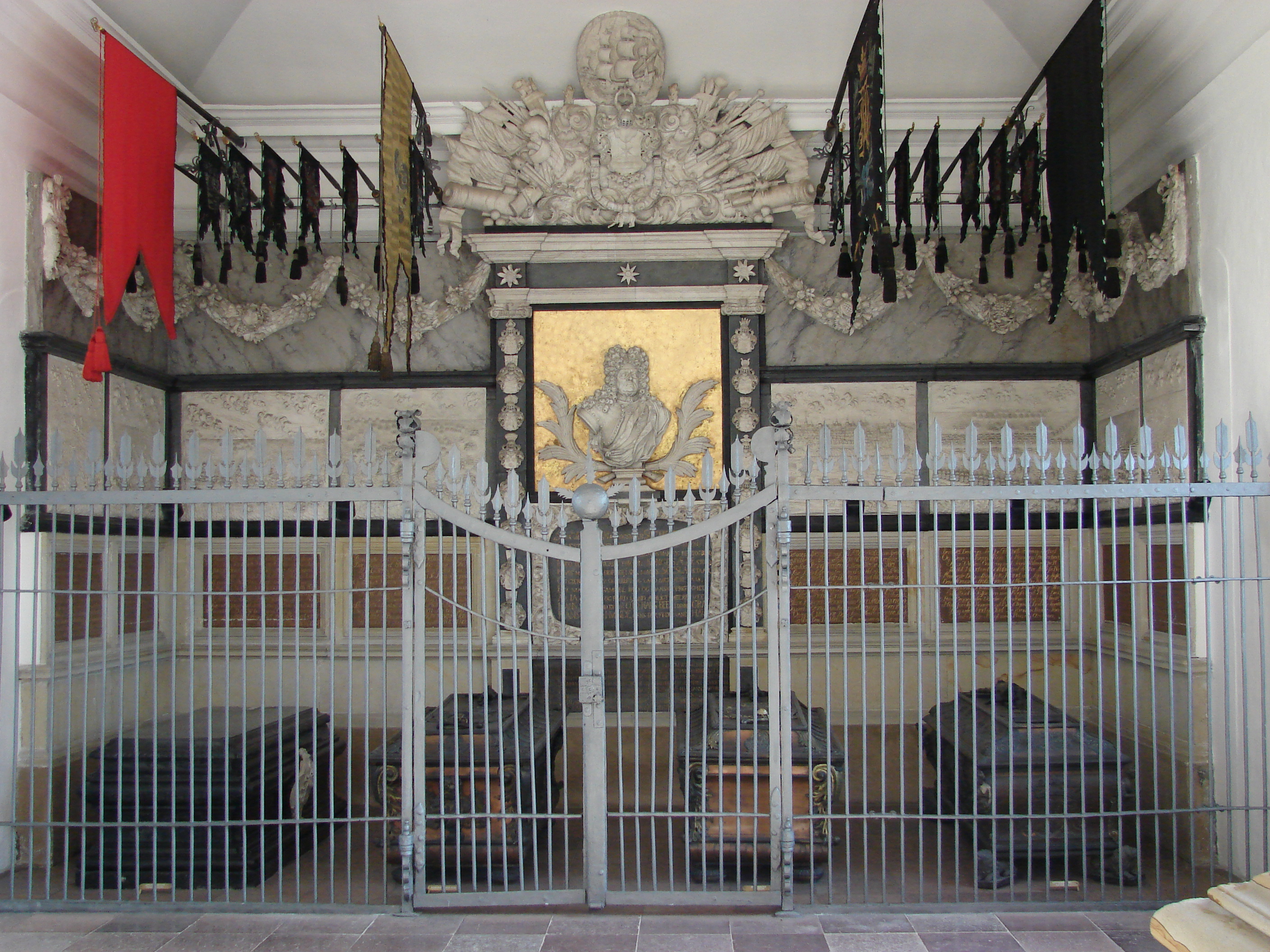
Graf van Juel
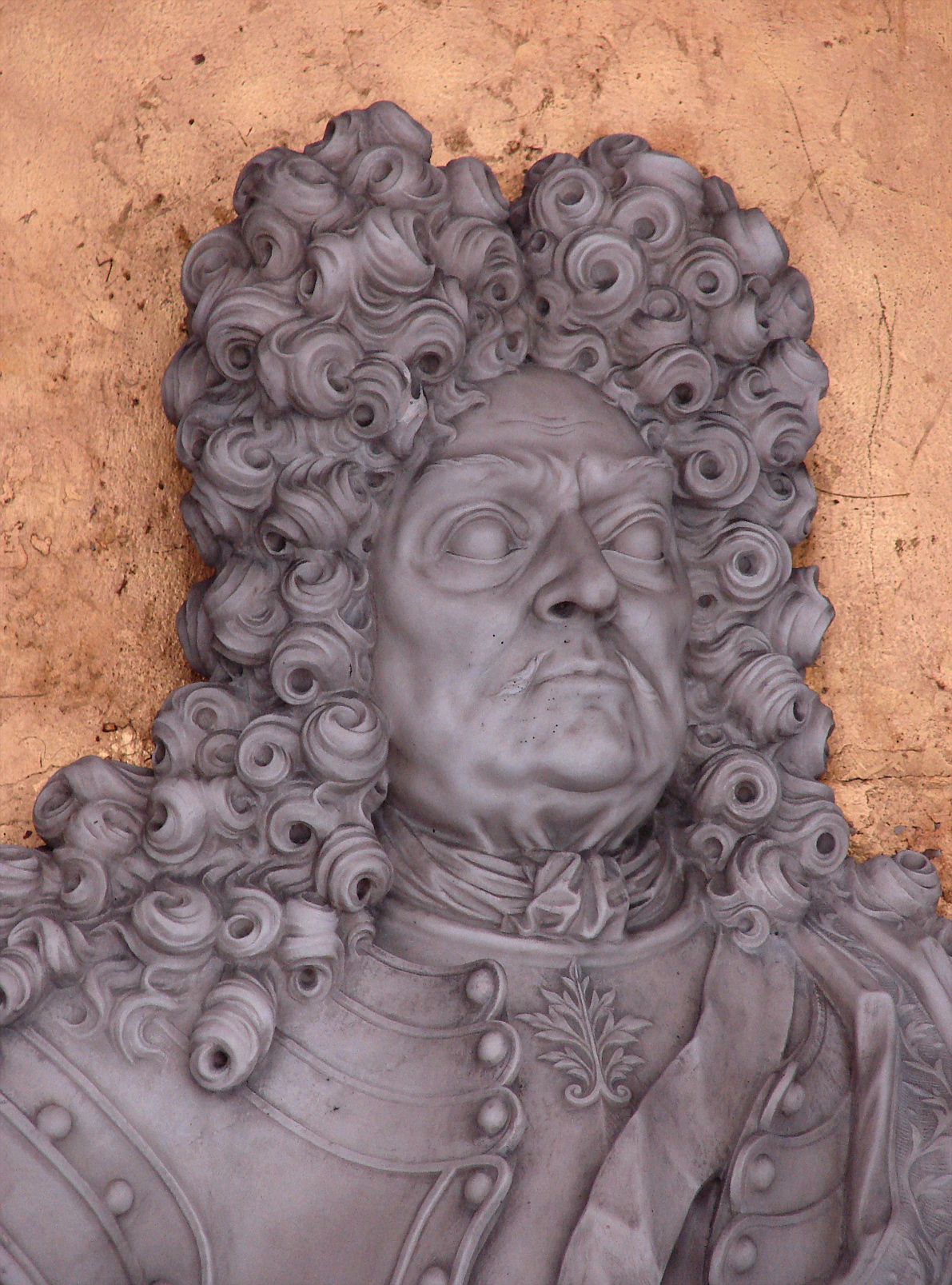
Borstbeeld van Juel
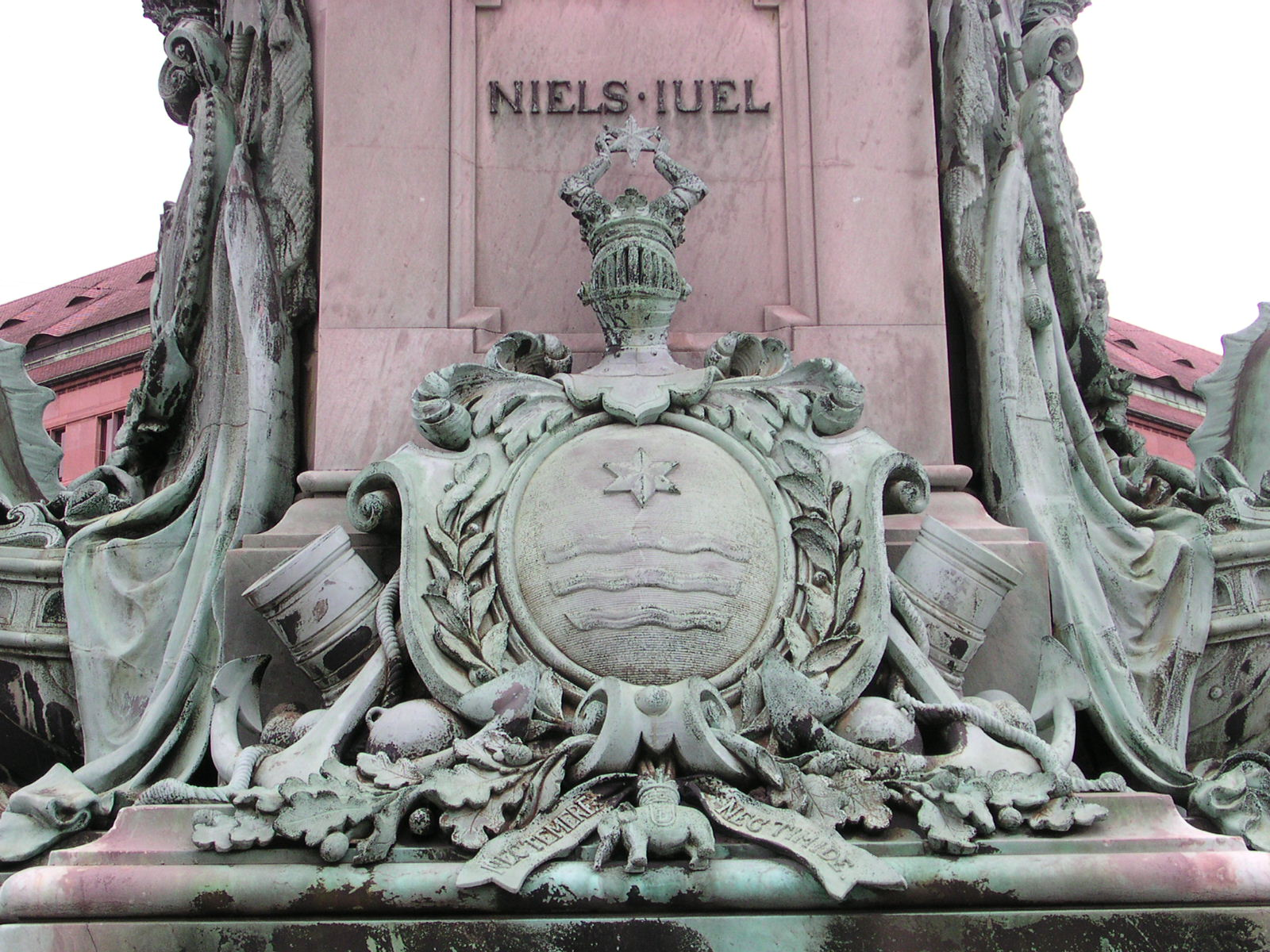
Wapenschild van Juel